# Verden i A Song of Ice and Fire
Den fiktive verden i A Song of Ice and Fire-serien skrevet af George R. R. Martin foregå på flere kontinenter, der tilsammen er kendt som Den Kendte Verden.
Størstedelen af historien foregår på kontinentet Westeros og en stor politisk enhed kendt som De Syv Kongeriger. Disse kongeriger er spredt i ni forskellige regioner Norden, Jernøerne, Riverlands, Vale, Westerlands, Stormlands, Reach, Crownlands og Dorne. En enorm mur af is og gammel magi adskiller De Syv Kongeriger fra et stort set uudforsket område mod nord. Det enorme kontinent Essos ligger øst for Det Smalle Hav. De nærmeste fremmede lande fra Westeros er de Frie Byer, der er en samling af ni uafhængige bystat€r langs Essos' vestkyst. Landet langs Essos' sydlige kystlinje kaldes Landene ved Sommerhavet og inkluderer Slaver's Bay og ruinerne af Valyrien. Sidstnævnte er hjem for forfædrene til Huset Targaryen. Syd for Essos ligger kontinenterne Sothoryos og Ulthos, der stor set ikke bliver udforsket i fortællingen.
Planeten oplever uregelmæssige årstider af uforudsigelig længde, der kan vare i mange år. I begyndelsen af A Song of Ice and Fire har Westeros oplevet en sommer på et helt årti, og mange frygter at en endnu længere og hårdere vinter vil følge.
George R. R. Martin skrev Ice and Fire-historien i en alternativ version af Jorden, en "anden verden", ligesom J. R. R. Tolkien gjorde med Midgård. Martin har også foreslået, at verden er langt større en den virkelige planet Jorden. Historien i Ice and Fire foregår i en post-magisk verden, hvor folk ikke længere tror på overnaturlige ting som de Andre. Selvom karakterne forestår naturlige aspekter i deres verden, så kender de ikke til og forstår ikke de magiske elementer. Religion spiller dog stadig en vigtig rolle i folks liv, og karakterne praktiserer mange forskellige religioner.

## Kort
| Kort                                  | Kampen om tronen | Kongernes kamp | En storm af sværd | Kragernes rige | En Dans med drager | (The Lands of Ice and Fire ) |
| ------------------------------------- | ---------------- | -------------- | ----------------- | -------------- | ------------------ | ---------------------------- |
| Norden i Westeros                     | Ja               | Ja             | Ja                | Ja             | JaUS               | Ja                           |
| Syden i Westeros                      | Ja               | Ja             | Ja                | Ja             | JaUS               | Ja                           |
| King's Landing bykort                 |                  | Ja             |                   |                |                    | Ja                           |
| Nord for Wall                         |                  |                | Ja                |                | Ja                 | Ja                           |
| Slaver's Bay, Valyrien, and Sothoryos |                  |                | Ja                |                | Ja                 | Ja                           |
| Jernøerne                             |                  |                |                   | Ja             |                    |                              |
| De frie byer                          |                  |                |                   |                | Ja                 | Ja                           |

Kampen om tronen (A Game of Thrones) er den første bog i A Song of Ice and Fire-serien, og her er to kort over Westeros. Hvor ny bog har tilføjet ét eller to kort således at der efter En dans med drager (A Dance with Dragons) findes syv kort af den fiktive verden. Martin udtalte i 2003 at hele verdenskortet ikke ville blive offentliggjort, således at læserne bedre kan identificere sig med mennesker i middelalderen, der ikke viste meget om den store verden. Han han ikke tilsluttede sig "teorien fremsat i The Tough Guide To Fantasyland ... om at karakterne i sidste ende skal besøge alle steder på kortet." Han indrømmede dog, at læserne muligvis vil være i stand til at sammensætte et verdenskort i slutningen af serien. Han har med overlæg været vag angående størrelse på verden i Ice and Fire, og har udeladt en skalamarkering på kortene for afskrække forudsigelser om længden på rejser baseret på distancer på kortene. Der blev brugt en ny tegner til kortene i En dans med drager, således at kortene findes i to versioner af James Sinclair og Jeffrey L. Ward, alt efter versionen af bogen. De gamle kort blev lavet om for at matcher stilen i de nye.
Der blev udgivet en række folde-ud kort den 30 oktober 2012 som The Lands of Ice and Fire (ISBN 978-0345538543). Illustrator og kartograf Jonathan Roberts tegnede kortene baseret på Martins skitser. De tolv kort i samlingen har titlerne "The Known World", "The West", "Central Essos", "The East", "Westeros", "Beyond The Wall", "The Free Cities", "Slaver's Bay", "The Dothraki Sea", "King's Landing", "Braavos" og "Journeys".

## Westeros
Historien foregår primært på det aflange kontinent Westeros der er nogenlunde på størrelse med Sydamerika. På kontinentet findes De Syv Kongeriger, der også er kendt som "Riget" eller "Sunset Kingdom", der ligger syd for Muren, der er en enorm menneskeskabt mur af is og magi, som er 700 fod høj og løber 300 mil fra fra øst til vest. De Syv Kongeriger er opdelt i det såkaldt "Nord" og "Syd" af en sumpet tange kaldet the Neck. Landet nord for muren udgør en stor del af Westeros (nogenlunde på størrelse med Canada), men det er fortsat uudforsket, og særligt de store isområder nord og vest for en stor bjergkæde kaldet Frostfangs, der markerer yderste geografiske grænse menneskelig bebyggelse. Det er derfor ukendt, hvor langt kontinentet strækker sig mod nord, selvom det er muligt, at det fortsætter ind i en polær iskappe nord for Shivering Sea kendt som White Waste.
Ved begyndelsen af historien er Westeros forenet under en enkelt konge, selvom dette direkte styre generelt er begrænset til området kendt som Crownlands, der ligger omkring hovedstaden King's Landing, og hver af de øvrige regioner bliver kontrolleret af forskellige huset, der har stor magt over deres respektive områder. Martins inspiration trak på middelalderens Europa, og særligt på hundredårskrigen, korstogene, de albigensiske korstog og rosekrigene.
De første indbyggere på kontinentet var Children of the Forest, en art af stenalder-antropoider der tilbad naturen og skar ansigter af deres guder i weirwood-træer. Senere ankom de første mænd til den sydøstlige del af Westeros, der migrerede fra Essos via landtange, og de spredte sig langsomt til hele kontinentet. De første mænd forsøgte at fælde skovene og opdyrke landet, hvilket ledte til at en årtusinde lang krig med Children of the Forest, der til sidst ender med en aftale kaldet "Pagten". Dette var begyndelsen til heltealderen, hvor de første mænd adopterede Children of the Forests religion. Disse guder blev kendt i Westeros som de gamle guder.
8000 år før begivenhederne i romanerne, kom en gådefuld arktisk humanoid kaldet de Andre fra Landet med Evig Vinter, de nordligste dele af Westeros, i en vinter der er årtier lang, kaldet "Den Lange Nat". Children of the Forest og de første mænd indgik en alliance for at kæmpe mod De Andre, og de opførte Muren som en barriere til en stor del af kontinentet. Området nord for Muren er siden blevet kendt "Beyond the Wall", og her bosatte efterkommere af de første mænd sig og blev kendt som wildlings eller frie folk.
Senere blev Faith of the Seven introduceret som en ny religion, da folk fra Essos kaldet Andalerne invaderede Westeros, og de besejrede kongerigerne i Westeros ét for ét, mens kun Norden stod ubesejret. Children of the Forest blev nedslagtet og forsvandt fra de områder Andalerne kontrollerede. Med tiden blev der skabet syv relativt stabile feudale kongeriger i Westeros, selvom deres præcise grænser fluktuerede i løbet af de næste årtusinder som følge af konstante krige, og intet kongerige er dominerende i længere tid:
- Kongeriget Norden, regeret Huset Stark af Winterfell
- Kongeriget Jernøerne og Riverlands, regeret af Huset Hoare af Harrenhal
- Kongeriget Vale, regeret af Huset Arryn af The Eyrie
- Kongeriget Rock, regeret af Huset Lannister af Casterly Rock
- Kongeriget Storm, regeret af Huset Durrandon af Storm's End
- Kongeriget Reach, regeret af Huset Gardener af Highgarden
- Fyrstedømmeet Dorne, regeret af Huset Martell af Sunspear.[S 1]

### Norden
Norden består af omkring halvdelen af De Syv Kongeriger og det bliver regeret af Huset Stark fra deres fæstning Winterfell. The Norden er tyndt befolket, men næsten ligeså stor som de øvrige seks kongerige tilsammen. Martin sammenligner Norden med Skotland. Klimaet er koldt, vintrene er hårde og sne kan forekomme på alle årstider. Regionens nordlige grænse er New Gift, som er et område på ca. 150 km som tilhører Night's Watch.
En sumpet tange kaldet The Neck adskillige Norden fra Syden.
Uægte børn født af adelsfamilier i Norden får efternavnet Snow.

#### Winterfell
Winterfell er Huset Starks fæstning, og den politiske hovedstad i Norden. Fæstningen blev opført over en naturlig varm kilde, hvis varme vand løber inden i borgens mure og varmer hallerne og rummene, samt deres glashave i det nordvestlige hjørne. Der er adskillige åbne svømmebassiner, der bliver varmet af vandet, og det forhindrer også at jorden fryser. Fæstningen har dybe katakomber kaldet "krypten", hvor de afdøde medlemmer af Starkfamilien bliver begravet bag statuer af dem med en ulv ved deres fødder og sværd i hænderne.
I tv-serien blev en klokketårn fra 1500-tallet samt den gamle borggård på Castle Ward i County Down, Nordirland brugt som filmlokation til Winterfell, ligesom Doune Castle i Stirling, Skotland, der tidligere er brugt som Castle Anthrax i Monty Python og de skøre riddere er blevet brugt til udendørsscener. Saintfield Estates fungerede som som Winterfells skov kaldet godswood, der er et skovområde, hvor karaktererne kan dyrke de gamle guder ved et træ med ansigter skåret i barken. En parkeringsplads blev brugt til Winterfells borggård, og en vinkælder blev brugt til krypten. Tollymore Forest blev brugt til en vigtig scene i første episode, hvor Stark-familien finder deres ulve. Cairncastle, fungerede som lokation til scenen, hvor Ned Stark halshugger desertøren Will. Interiøret på Winterfell, som Tower of the First Keep, Great Hall og Catelyns ovekammer blev filmet i The Paint Hall-studiet. Designeren Gemma Jackson udtalte, at "Winterfell blev baseret på en skotsk borg."

#### Muren
Muren er en enorm struktur af sten, is og magi der går fra kyst til kyst og fungerer som De Syv Kongerigers nordlige grænse. Night's Watch er permanent udstationeret her, og de har til opgave at beskytte De Syv Kongeriger mod farer fra den anden side af Muren.
Muren blev inspireret af Martins besøg til Hadrians mur i Nordengland tæt ved den skotske grænse. Da han kiggede ud over bakkerne tænkte Martin på, hvordan en romersk centurion fra middelhavsområdet ville have tænkt og følt i samme situation, da muren blev bygget. Denne oplevelse var så dybdegående for Martin, at han i 1991 besluttede at han ville "skrive en historie om folk der vogter verdens ende", og i sidste ende "de ting der kom fra det [fiktive] nord er langt mere skræmmende end skottere eller piktere".
Martin justerede siden størrelsen, længden og de magiske egenskaber ved Muren så den passede ind i genren; Jon Snows kapitler beskriver den som ca. 300 mil lang og 700 fod høj, med nogle steder hvor den er 900 fodhøj som følge af enorme blokke i fundamentet. Toppen af Muren er bred nok til at et dusin soldater kan ride ved siden af hinanden (ca. 10 m bred), mens bunden af den er så tyk at portene i Muren er mere som tunneler igennem isen.
Et området kaldet "The Gift" som går 150 km syd for Muren blev tildelt Night's Watch for tusinder af år siden. Langs Muren var der oprindeligt opført 19 fæstninger som Night's Watch bemandede. Ved historiens start er det dog kun tre af dem, som endnu er i brug, og størstedelen af Night's Watch er i Castle Black med 600 mand, og derudover er der Shadow Tower og Eastwatch-by-the-Sea med 200 mand hver. Dele af Castle Black er en ruin.
I tv-serien blev scener på Castle Black og Muren filmet i et forladt stenbrud i Magheramorne nær Belfast, Nordirland, mens scener på toppen af Muren blev filmet i Paint Hall Studios. Der blev fremstillet en kulisse til både inden- og udendørs scener på Castle Black, samt en elevator der kunne transportere folk op og ned. Der blev også bygget en borg med elevator nær en 400 fod høj klippe. "Der blev fundet en fungerende byggeelevator på en byggeplads tæt ved, som var 18 fod høj; CGI blev brugt til at få muren til at se ud som om den var 700 fod høj."

#### Nord for Muren
Nord for Muren ligger et enormt område på størrelse med Canada, som er dækket af is og sne. Længst mod syd er der tæt skov, men længere mod nord er der tundra og arktisk miljø.
I første sæson blev der brugt kunstig sne til scenerne nord for Muren, men der blev brug for større landskaber i anden sæson. Her blev der filmet på gletsjeren Svínafellsjökull på Skaftafell, Island, samt nær Smyrlabjörg og Vík í Mýrdal på Höfðabrekkuheiði.

### Jernøerne
Jernøerne er en gruppe af syv øer, der ligger vest for Westeros; Pyke, Great Wyk, Old Wyk, Harlaw, Saltcliffe, Blacktyde og Orkmont – i Ironman's Bay ud for vestkysten. De bliver regeret af Huset Greyjoy af Pyke, og øerne bliver beskrevet som golde og nøgne, og vejret der er "blæsende, koldt og fugtigt". Beboerne er af denne søfartsnation er kendt i resten af Westeros som Jernmænd, og kalder sig selv for Jernfødt (Ironborn). Uægte børn på Jernøerne får efternavnet Pyke.
Under voldsomme plyndringer kaldes Jernmænd for "Havets rædsel". De tilbede Den Druknede Gud. I appendikset til A Game of Thrones beskrives at de tidligere herskede over Riverlands, samt en stor del af Westeros vestkyst. Da Aegon the Conqueror dræbte den sidste i Harren the Blacks slægt valgte han Huset Greyjoy som nye herskere i området.

#### Pyke
Pyke er Huset Greyjoy hovedsæde på Jernøerne. Havet har eroderet en stor del af klippen, hvor Pyke oprindeligt stod, så borgen består nu hovedsageligt af keepet på hovedøen og mindre tårn der står på klipper omkranset af havet.
I tv-serien blev havnen i Ballintoy i County Antrim, Nordirland brugt til Pykes havn.

#### Old Wyk
Old Wyk er den mindste og mest hellige ø blandt jernøerne. Det er her der afholdes Kingsmoots, og hvor Den Grå Konge dræbte havdragen Nagga og opførte sit råd på knoglerne.

### Riverlands
Riverlands er et befolkningsrigt og frodigt område der ligger i et område mellem tre floder i Westeros kaldet Trident. Det er ét af de ni områder i Westeros. Det har en central beliggenhed, og ligger mellem Crownlands, The Vale og Norden. Det har ingen naturlige forsvarsværke, det har været et område, der er blevet kæmpet meget om. Det er derfor ikke blevet et 'ottende' kongerige i De Syv Kongeriger.
Den første hersker over Riverlands var Benedict Justman, men Justman-dynastiet uddøde tre århundreder senere. Huset Durrandon erobrede Riverland, men mistede herredømmet til Harwyn "Hardhand" Hoare, konge af Jernøerne. Da Aegons erobring begyndte blev Riverlands styret af Harwyns barnebarn, Harren the Black, konge af Jernøerne, og Tully-familien, der var en lokal adelsfamilie, der gjort oprør mod ham og sluttede sig til Aegon the Conqueror.
Uægte børn fra Riverlands får efternavnet Rivers.

#### Harrenhal
Harrenhal er en enorm fæstning, der nu står i ruiner. Det er et vigtigt sted for flere begivenheder i romanerne. Harrenhal blev opført af Harren the Black, efter han havde erobret Riverlands, og han ønskede at opførte den største fæstning, der nogensinde var blevet bygget på Westeros. Borgen bliver beskrevet som værende så stor, at det kræver en hel hær at bemande den. Den store hald havde 35 ildsteder, og der kunne sidde
flere tusinde og spise der. Kort efter borgen stod færdig angreb Aegon the Conqueror den med sin drage, der dræbte Harren, hans sønner og hele hans hær ved at sætte ild til borgen.
Siden da har flere forskellige huse brugt ruinerne af bogen, inden de til sidst uddøde. Som et resultat heraf mener folk i Westeros at borgen er forbandet. De logistiske og økonomiske udfordringer med at arve en så enorm borg og vedligeholde og bemande den er en slags hvid elefant. Ved begyndelsen af De fem kongers krig er det kun en lille del af borgen, som er beboelig og den ejes af Lady Shella Whent, der er den sidste
i sin slægt. Hun får frataget Harrenhal da huset Lannister overtager kontrollen over den.

#### Riverrun
Riverrun er huset Tullys hjemsted. Borgen ligger i hvor to af de tre floder i Trident mødes, og den kontrollerer adgang til det centrale Westeros. På hver side af borgen ligger Tumblestone River og Red Fork. Den tredje side er der anlagt en enorm menneskeskabt voldgrav. Den blev opført af Ser Axel Tully på et område, som han modtog af Andal-kongen Armistead Vance.
Borgen er stedet hvor Robb Stark vinder en stor sejr over Huset Lannister, og hvor han bliver kronet som Konge over Norden. I slutningen af Kragernes rige overgiver Brynden Tully borgen til Jaime Lannister for at stoppe yderligere blodsudgydelser. Riverrun overgår herefter til Emmon Frey, der er allieret med Lannister.

#### The Twins
The Twins er en stor dobbelt-borg, der ligger på hver side af Green Fork river; de to halvdele af borgen er forbundet med en bro, som er den eneste vej over floden i hundrede kilometer. The Twins er sæde for Huset Frey, der er blevet rige ved at kræve told af alle dem, som krydser floden i de seneste seks århundreder. Da Freys er både rige og mange er huset det mest magtfulde som er allieret med Huset Tully. Borgens strategiske placering har givet Huset Frey enorm vigtighed i krigstider.
Da Robb Stark drager til The Twins for at gør råde bod på sin ødelagte alliance med Huset Frey bliver han, hans mor og hans her (og i tv-serien også hans kone), dræbt af Frey i en begivenhed kaldet "Det Røde Bryllup", der strider imod landet gæsteskik, og pådrager sig fjendskab i alle De Syv Kongeriger, særligt i Riverlands og Norden.

### Vale of Arryn
Vale er et område i den østlige del af Westeros, som er næsten helt omkranset af Mountains of the Moon. Vale bliver regeret af Huset Arryn, der er en af de ældste adelsslægter af Andal-oprindelse og tidligere konger over Mountain and Vale. Deres sæde, Eyrie, er en borg højt oppe i bjergene. Den er lille men bliver betragtet som umulig at angribe. Der er kun én vej ind i Vale, som ender i Blodporten, der et et par vagttårne, der er forbundet med en bro på en smal bergside. Vale har et tempereret klima, frodige enge og skove. Smeltevand fra bjergene og et konstant vandfald, der aldrig fryser, kaldet Alyssa's Tears, giver masser af vand. Jorden er fed og sort, og der er brede langsomt flydende floder samt hundredvis af søer. Uægte børn i Vale får efternavnet Stone.

#### The Eyrie
Eyrie er hovedsæde for Huset Arryn, og den er baseret Neuschwanstein i Tyskland. Den ligger på Giant's Lance og kan kun nås via en smal sti, der er bevogtet med Måneportene og tre små fæstninger kaldet Stone, Snow og Sky. Rejsende skal ind via Måneporten og den øvre bailey. Eyrie er bygget på et bjerg omkring 600 fod over Sky.
Eyrie er den mindste af de store borge i fortællingen. Den består af syv tynde tårne der står tæt sammen. Der er ingen stalde eller smedjer, men tårnene kan huse 500 mand, og kornlageret kan forsyne dem med mad til et år eller mere. Der er ingen husdyr på borgen, og alle mejeriprodukter, kød, frugt og grøntsager skal transporteres fra Vale nedenfor.
Fæstningen er opført i blege sten, og er primært dekoreret med huset Arryns blå og hvide farver. Mange af værelserne på borgen bliver beskrevet som varme og med storslået udsigt over Vale, Mountains of the Moon, eller vandfaldet. Maiden's Tower er det østligste tårn, og herfra kan hele Vale ses fra vinduerne og balkonerne.
Henrettelser på Eyrie foregår via Månedøren, hvorfra der er et fald på 600 fod fra en af de store haller. Fængselscellerne på Eyrie, kaldet Sky Cells, er åbne på den ene side og har skrånende gulve, så fangerne risikerer at falde ud over kanten.
Tv-serien brugte kompositbillede fra den græske klippeformation Meteora og CGI til at skabe Eyrie. Oprindeligt havde man overvejet at film i Wulingyuan, Kina, men da landskabet omkring var filmet i Nordirland blev Meteora valgt i stedet, da der var bedre overensstemmelse med landskabet og bjergene. I bøgerne er High Hall i Eyrie langt og rektangulært, mens det i tv-serien rundt, da rummet, hvor kulissen blev opbygget, havde andre dimensioner.

### Westerlands
Westerlands er landområdet vest for Riverlands og nord for Reach. Det bliver regeret af Huset Lannister af Casterly Rock, tidligere konger af Rock. Folket her kaldes ofte "Westermen." Lannisport, der ligger ved Casterly Rock, er den vigtigste by i området og en af de større havne og byer i Westeros. Westerlands er rig på ædelmetaller, særligt guld, hvilket har gjort huset Lannister til det rigeste på kontinentet. Uægte børn får efternavnet Hill.

#### Casterly Rock
Casterly Rock er en fæstning, som er hugget i klippen som ligger over byen Lannisport ud til havet. Det er hjem for Huset Lannister. Ifølge legenden snød en helt kaldet Lann den Kloge de lokale i Casterly til at give ham klippen. Det er kendt som den rigeste region som følge af dens store mængder guld, og det er en af de stærkeste borge i De Syv Kongeriger. Den er aldrig blevet erobret i kamp, på trods af at være blevet angrebet af folk fra Jernøerne og Robb Starks planer om at angribe den under De Fem Kongers Krig. Den blev styret af Lord Tywin Lannister inden De Fem Kongers krig, og efter hans død gjorde dronningeregenten Cersei Lannister en af sine fætre til herre på borgen. Der er endnu ikke foregået nogle begivenheder på Casterly Rock i serien endnu, men den er blevet beskrevet i flere kapitler fortalte fra en Lannisters synspunkt.
George R. R. Martin har skrevet på sin blog, at han blev inspireret til Castely Rock af Gibraltarklippen.

### Reach
Reach er den mest frodige og frugtbare regioner i Westeros, og den regeres af Huset Tyrell fra Highgarden. Tyrell-familien underlagt Huset Gardener, Kongerne over Reach, før Aegons erobring. Efter den sidste konge i Gardener-slægten blev dræbt op Field of Fire, og Tyrell-familien overgav Highgarden til Aegon og fik tildelt både borgen og overherredømmet over Reach.
Regionens rigdom stammer fra deres gavmilde høs på de mest eftersøgte typer vin og mad. I krigstider beskytter de store afstande og den store overflod af mad befolkningen i Reach mod hungersnød og sygdom.
Den største by i Reach er Oldtown. Det er den ældste by i Westeros, og hjem for Maester's Citadel, samt de tidligere sæde for Faith of the Seven.
Under borgerkrigen De Fem Kongers Krig giver Huset Tyrell den sultende befolkning i King's Landing hundredvis af vogne med mad, for at sikre et positivt billede af Huset Tyrell, og for at skabe en alliance med Jerntronen med Huset Baratheon som et sekundært mål. Tyrell-familien var dog årsagen til at byen sultede i første omgang, som en del af deres plan om at hjælpe Renly Baratheon med at tilrane sig tronen.
Uægte børn i Reach får efternavnet Flowers.

#### Oldtown
Oldtown er en af de største byer i Westeros, og det er langt den ældste. Den blev bygget af de Første mænd, før Andal-invasionen. Den overlevede invasionen ved at byde Andalerne velkommen frem for at modsætte sig dem. Byen ligger i den sydvestlige del af Westeros ved udmundingen af floden River Honeywine, hvor den mødes med Whispering Sound og Sunset Sea.
Oldtown er primært kendt for stedet, hvor Citadel ligger, der er hovedsæde for Maesters-ordenen, der tjener som rådgivere, læger, videnskabsmænd og postmestre for De Syv Kongeriger. Starry Sept var tidligere sæder for Faith of the Seven indtil Great Sept of Baelor i King's Landing blev opført. Aegon the Conquerors styre er dateret fra hans ankomst til byen Oldtown og hans anerkendelse som konge af High Septon (ypperstepræsten).
Oldtown er den næstvigtigste havn i De Syv Kongeriger efter King's Landing; her sejler skibe Sommerøerne, De Frie Byer, de østlige byer og resten af Westeros. Byen bliver beskrevet som betagende smuk. Mange floder og kanaler går igennem de brostensbelagte gader, og imponerende stenpalæer er almindelige. Byen har ikke samme skala som King's Landing, hvilket har gjort den til den mest fremtrædende by i Westeros.
Den største bygning i byen, og den højeste bygning i hele Westeros, er Hightower, der er et enormt fyrtårn, der er 800 fod højt, og hvor der på toppen sidder et lys, der kan ses mange mil ud i havet. Oldtown styrese fra Hightower af huset Hightower. De var oprindeligt deres egne konger, men svor senere troskab til Gardeners of Highgarden, og blev vasaler til Tyrells efter erobringen. Huset Hightowers er kendt for deres loyalitet.
Oldtown forblev udenforstående fra De Fem Kongers Krig indtil sent i krigen, hvor kong Euron Greyjoy igangsatte et stort plyndringstogt langs kysten og erobrede Shield Islands og dele af Arbor før det blev forsøgt at blokere udløbet af Honeywine. Et forsøg på at angribe byens havn blev slået tilbage af byens indbyggere. Oldtown er fortsat truet af folk fra Jernøerne.

### Stormlands
Stormlands er området mellem King's Landing og Sea of Dorne. Mod øst går området op til Shipbreaker Bay og Dornish Sea mod sydh. Før Aegons erobring var Stormlands regeret af Stormkongerne, og efter erobringen af Huset Baratheon, der var uægte slægtninge af Targaryen. Dornish Marchesm ligger i denne region, og de var en kampplads mellem Stormlands og Dorne indtil Aegon forenede De Syv Kongeriger.
Uægte børn i Stormlands får efternavnet Storm.
I tv-serien blev scener i Stormlands filmet i Larrybane, Nordirland. Scenerne hvor Stannis røde præstinde Melisandre føder et skyggemonster blev filmet i Cushendun Caves, der ligeledes ligger i Nordirland.

#### Storm's End
Storm's End er Huset Baratheons fæstning og sæde, og før dem var det sæde for Stormkongerne, der går mange tusinde år tilbage. Ifølge legenden var den første Stormkonge på Det Først Mænds tid Durran, der giftede sig med Elenei, datter af havguden og gudinden for vind. I et raserianfald sendte hendes forældre enorme storme for at ødelægge hans fæstning og dræbe hans bryllupsgæster og familie- Durran erklærede krig mod guderne og opførte adskillige borge ved Shipbreaker Bay, hvor af dem større end den foregående. Da den syvende borg stod færdig kunne han modstå stormene. Nogle mener, at Children of the Forest hjalp med at opføre dem, mens andre mener at Brandon Stark, der opførte Muren rådede Durran under opførslen.
Storm's End er hverken faldet under en belejring eller en storm. Forsvarsværkerne består af en enorm ringmur, der er 100 fod høj og 40 fod tyk på den tyndeste sidse, og næsten 80 fod tyk mod havet. Det er en hulmur med sand og murbrokker inden i. Muren er glat og buet og stenene er sat så godt, at der ikke kan komme vind ind. Mod havet er der et fald på 150 m ned til havet.

### Crownlands
Crownlands er det område, som omgiver King's Landing, og det styres direkte af kronen. Targaryen-kongerne konsoliderede dette som en af de ni regioner i Westeros efter deres erobring af De Syv Kongeriger fra de tyndt befolkede dele af Riverlands og Stormlands. Crownlands består a hele kysten omkring Blackwater Bay og det oprindelige hjemsted for Targaryen på øen Dragonstone ved indsejlingen til bugten fra Det Smalle Hav. Udover King's Landing, der er den største by i Westeros, inkluderer Crownlands mange byer og borge.
Uægte børn i Crownlands får efternavnet Waters.

#### Dragonstone
Dragonstone var det vestligste forpost i oldtidens Valyrien. Et århundrede inden Undergangen flyttede Targaryen-familien til Dragonstone. Da Undergangen ødelagde Valyrien overlevede Huset Targaryen sammen med de sidste drager. Et århundrede senere igangsatte Aegon Targaryen og hans søstre Rhaenys og Visenya en massiv militærkampagne fra øen og erobrede til sidste hele Westeros bortset fra Dorne og nord for Muren. Aegons efterkommere regerede som konger i De Syv Kongeriger i de efterfølgende århundreder.
Dragonstone er en enorm fæstning, der dækker en stor del af øen som den deler navn med. Borgen er unik, da den valyriske stenhuggere og troldmænd var med til at forme tårnene som drager og glubske gargoiler dækker murene med både magi og stenhugning. De lavere dele af borgen bliver opvarmet med overskudsvarme fra vulkansk aktivitet under fæstningen. Der er en lille havn og by uden for borgen.
Under Tronranerkrigen, før King's Landing blev erobret, blev Targaryendronningen Raella, der var gravid, og hendes søn Viserys sendt til Dragonstone sammen med en del af deres flåde og en garnison af loyale soldater. Efter King's Landing faldt sendte Robert Baratheon sin bror Stannis til øen for at indtage fæstningen. Efter en storm ødelagde den kongelige flåde forsøgte en del af garnisonen på Dragonstone at forråde Viserys og han nyfødte søster, Daenerys, til Stannis (dronningen var død under fødslen). De Tagaryen-loyale soldater ledet af Ser Willem Darry flygtede med børnene. Stannis erobrede Dragonstone med lethed, og kong Robert gav ham borgen. Stannis følte sig ringeagtet, da hans yngre bror Renly havde fået Storm's End, der var Huset Baratheons sæde. Ser Axell Florent, der var en af Stannis' hustru Selyse Florents onkler, fungerede som borgherre.
Ved Roberts død erklærede Stannis sig selv som konge over Westeros, og fordømte dronnings børn som uægte børn skabt ved incest, som han havde opdage med Jon Arryn. Dragonstone bliver herefter hans hovedsæde. Han vender tilbage hertil efter det katastrofale slag i Blackwater Bay. Hans rådgiver, den røde præstinde Melisandre af Asshai, forsøgte at overbevise ham om at lade hende opfostret "stendragen" på borgen via blodmagi, men Lord Davos Seaworth overbeviste Stannis om at drage mod nord til Muren for at hjælpe Night's Watch i stedet. Efter Stannis forlader Dragonstone, og efterlader Bastard of Nightsong Rolland Storm som borgherre, sendte dronningeregenten Cersei Lannister en flåde afsted for at barrikadere den. Ser Loras Tyrell, der var utålmodig for at få frigjort flåden, så han kunne beskytte sin egen slægts borg Highgarden, angreb Dragonstone direkte. Han erobrede borgen, men mistede tusindvis af mænd og blev selv voldsomt såret. i En dans med drager, er Dragonstone kontrolleret af tropper, der er loyale mod Huset Tyrell, og er således atter under Jerntronen, da Tyrell er loyale mod Lannister.
En scene på Dragonstone, hvor Stannis brænder en træskulptur af De Syv Guder, blev filmet på Downhill Strand, Londonderry. I syvende sæson af tv-serien blev Dragonstone-scenerne filmet flere steder i Baskerlandet i Spanien; halvøen Gaztelugatxe i Bermeo, stranden Itzurun i Zumaia og stranden Muriola i Barrika.

#### King's Landing
King's Landing er den kongelige hovedstad i Westeros og De Syv Kongeriger. Byen har en estimeret indbyggertal på omkring 1 million personer, hvilket gør det til den mest befolkningsrige by i Westeros. Den ligger ved floden Blackwater på det sted, hvor Aegon the Conqueror gik i land og begyndte sin erobring. Hovedbyen er omkranset af en mur, der bliver bemandet af City Watch, der har tilnavnet de gyldne kapper efter de kapper, som de bærer. Inden for murene er byens landskab domineret af tre bakker, der er navngivet efter Aegon og hans to søster-koner Rhaenys og Visenya. De fattigere indbyggere har bygget små boliger uden for bymurene. King's Landing bliver beskrevet som ekstremt tætbefolket men uskøn og beskidt. Stanken fra byens affald kan lugtes langt uden for murene.
Den kongelige fæstning, kaldet Red Keep, er opført på Aegon's Hill. Det er sæde for det kongelige hof, og i Red Keep står Jerntronen. Aegon beordrede fremstillet af sværdene fra hans besejrede fjender. Ifølge legenden lod han alle klingerne være skarpe, da han mente, at ingen regent skulle kunne sidde komfortabelt i tronen. Århundrede senere skærer kongerne sig stadig på tronen nogle gange. Det er almindeligt for folk at mene, at hvis en personer som har skåret sig er blevet "afvist" af tronen og derfor ikke er i stand til at herske.
Byen har Great Sept of Baelor, hvor Most Devout mødes med High Septon, der er det helligste sted for Faith of the Seven. Slummen i King's Landing kaldes Flea Bottom, hvor beboerne er så fattige at de ofte må overleve på ”bowls of brown”, en gryderet der kan inkludere kød fra hundevalpe og mordofre.
Martin sammenlignede King's Landing med middelalderens Paris eller London. Den blev inspireret af udsigten til Staten Island fra hans barndomshjem Bayonne, New Jersey.
I første sæson af tv-serien blev Maltas tidligere hovedsted Mdina brugt til King's Landing. "Ligesom King's Landing er Mdina en middelalderlig by med bymur bygget på toppen af en bakken, men til forskel fra King's Landing, ligger Mdina inde i landet –  så produktionen var begrænset til interiøroptagelser som gader og byporten, der kan ses da Ned Stark ankommer. Det nærliggende Fort Manoel fungerede som den store Sept of Baelor," der kan ses da Ned Stark bliver henrettet. Forskellige lokationer rundt omkring på Malta blev brugt til Red Keep, inklusive Maltas præsidents hjem San Anton Palace. Fort Ricasolis porte blev brugt til Red Keeps porte, Fort St. Angelo blev brugt i scenerne hvor Arya Stark jagter katte, og Sankt Dominikanerklostret blev brugt til scenen, hvor Ned Stark konfronterer Cersei Lannister i godswood."
Fra anden sæson blev den gamle bydel af Dubrovnik brugt til King's Landing inklusive den berømte bymur i Kroatien. I tredje sæson benyttede man også den nærliggende by Trsteno. Ifølge executive producer David Benioff var "King's Landing muligvis det vigtigste sted i hele serien, og det skulle se rigtigt ud". Kort efter de havde set byen var produktionsholdet enige om, at det var det rette sted til at filme scenerne. Håndens Turnering i første sæson blev filmet på Shane's Castle, Nordirland.
Interiøret til Red Keep blev filmet i filmstudiet The Paint Hall i Belfast, hvor designerne fik inspiration bl.a. Pantheon i Rom.

### Dorne
Dorne er det sydligste og mindst befolkede rige i Westeros. Hovedstaden, Sunspear, er sæde for Huset Martell, der regerer. Dornes rigdomme stammer fra deres berømt Sandgangere, fuldblodsheste med udholdenhed, hurtighed og ynde, og fra krydderier, vin, fiskeri, klædestof og tekstiler.
I de første fem bøger er Doran Nymeros Martell prins af Dorne og Lord of Sunspear. Dorans søster, Elia, blev giftet i en politisk alliance med prins Rhaegar Targaryen, prins af Dragonstone og arving til Jerntronen. De fik to børn; datteren Rhaenys og sønnen Aegon. Under plyndringen af King's Landing mod slutningen af Roberts oprør blev Elia voldtaget og myrdet af Gregor Clegane, der er en af Husets Lannisters bannermænd. Hendes børn blev også dræbt foran hende. Prins Doran og hans kone, prinsesse Mellaria, havde tre børn Arianne, Quentyn og Trystane. Under De Fem Kongers Krig får Tyrion Lannister, Kongens Hånd, vendt det historiske fjendskab mellem Huset Martell og Dorne til en alliance ved at sende konge Joffreys søster Myrcella Baratheon, som forlovet med Trystane, der er det yngste barn af prins Doran. Den ældste søn, Arianne, er arving til Huset Martell, Sunspear og magten i Dorne.
Dorne ligger ud til Sea of Dorne mod nord, øerne kendt som Stepstones mod øst, og til de høje bjerge mod vest kaldet Red Mountains, der er grænsen mellem Dorne og resten af De Syv Kongeriger. Der er to store bjergpas, der forbinder Dorn med resten af kontinentet; Stone Way Pass og Prince's Pass. Prince's Pass går til Reach, mens Stone Way når ud af bjergene nær Summerhall. Den sydlige del af kontinentet går ud til Sommerhavet. Martin har beskrevet klimaet som tropisk, og temperaturerne i Dorne er de højeste i hele Westeros. Landskabet er goldt, klippefyldt og bjergrigt, og det er også her den eneste ørken på kontinentet eksisterer. Floderne gør jorden frugtbar og under en lang sommer er der nok regn og andre kilder til vand, til at gøre Dorne beboelig. Vand inde i landet er næsten lige så værdifulgt som guld, og brønde bliver vogtet nidkært. Andre vigtige stedet i Dorne tæller Starfall, sæde for Huset Dayne, og Yronwood, sæd for Huset Yronwood, der er den mest magtfulde af Martell-familiens bannermænd. Planky Town er en handelshavn ved udmundingen af floden Greenblood.
Indbyggerne i Dorne har et ry for at være temperamentsfuld. Det adskiller sig både kulturelt og etnisk fra det øvrige Westeros, på grund af den historiske immigration af rhoynish. De har tager mange skikke fra dem, inklusive lige fødselsret. Dorne er det eneste kongerige i Westeros, som formåede at modstå Aegons erobring, og de dræbte sågar en af hans drager. Landet blev erobret af Daeron I over et århundrede efter Targaryens invasion, men gjorde oprør mod ham, hvilket ledte til hans død. Først under Daerons fætter, Daeron II, blev Dorne en del af De Syv Kongeriger via et ægteskab. Dette har tilladt at Dorne har bibeholdt en del af deres uafhængighed. Lords fra Huset Martell kalder stadig selv selv for prins eller prinsesse, efter rhoynisk skik. Til forskel fra de øvrige Westeros bliver uægte børn i Dorne behandlet næsten på samme måde som ægte børn, og de får efternavnet Sand, da det er en skik i Westeros, at uægte børn viser deres ophav i efternavnet.
I tv-serien blev scener i Dorne filmet i paladset i Sevilla, Spanien. Castillo de Zafra i Guadalajara blev brugt som Tower of Joy.

## Sommerhavet

### Basilisk Isles
Øst for Naath ligger Basilisk Isles, der har været en betændt sår i Sommerhavet, og frihavn for pirater, slaverhandlere, lejesoldater og fredløse. Der er fundet ruiner på Isle of Tears, Isle of Toads, og Ax Island. Isle of Tears er den størst ø, og den har stejle dale og sorte moser. Den blev erobret af Ghiscari og blev kaldt Gorgai i to århundreder, indtil drageherrerne fra Valyrien erobrede den og omdøbte den til Gorgossos. Den blev brugt som fængsel af Freehold, hvor de sendte deres værste kriminelle hen.

### Naath
Naath, også kendt som Sommerfugleøen, er en ø nordvest for Sothoryos kyst, der ligger vest for Basilisk Isles. Indbyggerne på Naath har mørk hud og gyldne øjne. De praktiserer ekstrem pacifisme, og laver musik i stedet for krig, og nægter at spise kød, men kun frugt. Dette gør dem særligt sårbare overfor slavehandlere fra Essos. Daenerys' rådgiver Missandei er fra Naath.

### Sommerøerne
Som indikeret på kortet i En storm af sværd er Sommerørne en øgruppe, der ligger syd for Westeros, med en lokal fauna af talende fugle og forskellige aber Romanerne beskrive som de indfødte på øerne som mørkhudede mennesker, der taler deres eget sprog. De bærer farverigt tøj med fjer på og lever af frugt og fisk. Fra deres havneby Tall Trees Town, eksporterer Sommerøerne sjældne varer til Westeros som vin, krydderier, fjer, men også en særlig type træ, der bruges til at fremstille buer, der har længere rækkevidde end de fleste andre buer. Folk i De Syv Kongeriger kalder Sommerøernes store fartøjer for svaneskibe. Samwell Tarly, der tilbringer to kapitler i Kragernes rige ombord på et svaneskib, beskriver kvinderne fra Sommerøerne som hensynsløse og deres guder er mystiske; "de ærede deres ældre og fejrede deres død" via samleje. Som en prostitueret forklarer Tyrion Lannister i Kongernes kamp så betragter indbyggerne på Sommerøerne deres seksualitet som gudernes gave til at tilbede dem via parring, og mange af deres adelige unge tjener i glædeshuse i nogle år for at ære guderne.

## Essos
En del af fortællingen i A Song of Ice and Fire foregår uden for Westeros på den anden side af Det Smalle Hav i et område, der består af et stort østligt kontinent kaldet Essos. Med cirka samme størrelse som Eurasien varierer geografien og klimaet i Essos meget. Den vestlige kystlinje er karakteriseret af bløde grønne bakker, enorme skove i Qohor, og omfattende øgrupper som Braavos og Lys. Midten af kontinentet er dækket af flade græssletter kaldet Dothraki Sea og golde landområder kaldet Red Waste mod øst. På den anden side af Red Waste ligger byen Qarth. Det sydlige Essos er domineret af store tørre bakker og et middelhavsklima med kysten ud mod Sommerhavet og Slaver's Bay. Mod syd, på den anden side af Sommerhavet ligger det uudforskede junglekontinent Sothoryos. Nordkysten går ud til Shivering Sea.
Meget af Essos' fiktive historie har relation til Valyrien, der var en by som lå på en stor halvø i det sydlige Essos. Her stammer Huset Targaryen fra, men de rejste fra det Valyriske Imperie inden en uspecificeret katastrofe, kaldet Undergangen, ødelagde hele civilisationen der. Efter Valyriens undergang genvandt byerne Astapor, Yunkai og Meereen deres uafhængighed og regerede deres respektive områder som bystater. Området er kendt som Slaver's Bay.

### De Frie Byer og omegn
På den anden side af Det Smalle Hav på den vestlige side af Essos ligger de ny Frie Byer, der er uafhængige bystater, der hovedsageligt ligger på øer eller langs kysten. De er Lys, Myr, Pentos, Braavos, Lorath, Norvos, Qohor, Volantis og Tyrosh. Selvom De Frie Byer nævnes tidlige i den første bog, så er det først i En dans med drager, at der var et kort over området. Bjergene mod øst adskiller kysten fra græssletterne kaldet Dothraki Sea, men mellemrum i bjergkæden gør det muligt for Dothraki-folket at få adgang til De Frie Byer. De Frie Byer var var kolonier under oldtidens Valyrien, der senere erklærede deres selvstændighed efter Valyriens undergang. Braavos er dog en undtagelse, da den blev grundlagt af flygtninge, som søgte væk fra den valyriske ekspansion, i form af bl.a. slaver og rakkerpak. Sprogene i De Frie Byer er afledt af højvalyrisk.
De Frie Byer dækker et område der er karakteriseret af floden Rhyone, som den lokale karakter Yandry beskriver som "den bedste flod i verden". Dens bredder er hjem for Rhoynar-folket, der tilbeder floden som "Moder Rhoyne". Kortet i En dans med drager viser, at Rhoyne starter fra samlingen af to bifloder Øvre Rhoyne og Lile Rhoyne, sydøst for ruinerne af Ghoyan Drohe. Størstedelen af Øvre Rhoyne ligger i Andalos, der er hjemsted for Andalerne mellem Braavos og Pentos. Rhoyne løber mod sydøst og drejer mod stik syd efter Dagger Lake, hvor flodpirater gemmer sig i og på de mange små øer i søen. Rhoyne bliver bredere i takt med at flere bifloder støder til, indtil den flyder ud i Sommerhavet ved floddeltaet nær den frie by Volantis.

#### Braavos
Braavos er unik blandt De Frie Byer, da det ikke var en valyrisk koloni, men et hemmeligt tilflugtssted for folk der flygtede fra den valyriske ekspansion. Det er en by, der er spredt på over hundrede små øer i en lagune i den nordvestlige del af Essos, hvor Det Smalle Hav og Shivering Sea mødes. Braavos er hjem for Jernbanken, der er en af de rigeste banker i den kendte verden. Braavos er også fægtere kendt som "bravos", og de mystiske snigmordere kaldet Faceless Men. Braavos er også kendt for Titan of Braavos, der både er en fæstning og en statue. Herskeren over Braavos er kendt som Sealord, og byens rigdom og magt kommer fra havet. Skibskrogene på Braavos' skibe er malet lilla og deres handelsskibe sejler til mange fjerntliggende lande og bringer varer og rigdom med tilbage. Braavos har mange udlånere og Jernbanken udlåner penge til udenlandske nationer, særligt Kronen, som har lånt millioner.
Folk i Braavos bærer farverigt tøj, mens de rige og magtfulde er iført sort og mørkeblå, der næsten er sort. Embedsfolk i Braavos bærer draperede kapper i brun eller grå. Byen er verdenskendt for kurtisaner, og hver af dem har deres egen pram og tjenestefolk, der arbejder for dem. De er klædt i gaver fra guldsmede og håndværkere, der trygler efter deres ydelser. Adelsfolk og rige købmænd køber kurtisaner for store beløb og optræder sammen med dem ved begivenheder. Karakteren Syrio Forel, den tidligere førstemand hos Sealord of Braavos, introducerede Arya Stark til Braavos' unikke sværdteknikker, kaldet Vanddans. Deres stil er en raffineret form for fægtning, der bliver praktiseret med et tynd klinge. Der er ofte dueller i Braavos, hvor folk viser deres fægteevner.
Braavos er blevet inspireret af Venedig i Italien. Scenerne til tv-serien blev filmet i Girona i Spanien samt de kroatiske byer Šibenik og Kaštel Gomilica.

#### Pentos
Pentos er en stor handelshavn, der ligger i en bugt på Essos vestkyst. Den er domineret af murstenstårne, og ledes af en prins, der vælges af de facto-herskerne i byen kaldet Magistre. Khalasars rejser af og til helt hertil fra Dothraki Sea, men Pentos er skånet for plyndring og invasioner ved at betale penge til khals. Mænd fra Pentos har farvet skæg, der er delt i to. Som i mange frie byer er slaveri forbudt, men de rige og magtfulde medlemmer af byerne har en evne til at omgå disse regler ved at holde tjenestefolk med bronzekrager.
Den første episode i tv-serien med Daenerys blev filmet Marokko. Produktionen omdannede Jerusalem-settet fra Kingdom of Heaven nær Ouarzazate, Marokko, der blev brugt til scenen på Illyrios palæ, hvor hun første gang møder Khal Drogo. Da pilotepisoden blev leveret valgt HBO at skrotte alt der var blevet optaget i Marokko, og scenerne i Pentos blev optaget igen i Malta. Udendørsscenerne ved Illyrios palæ i Pentos blev indspillet ved Verdala Palace, der er Maltas præsidents sommerpalads fra 1500-tallet. Azurvinduet på øen Gozo ved Malta blev brugt til Daenerys' bryllup med Drogo.
Scenerne med Pentos fra femte sæson af serien blev indspillet i Kroatien.

#### Volantis
Volantis er en havn på sydkysten af Essos, og det er den ældste og mest stolte af De Frie Byer. En fæstning kendt som Black Well beskytter de ældste dele af byen. Byen styres af et triumvirat, der bliver valgt hvert år af de frie jordejere i Volantis, og bliver forsvaret af slavesoldater kaldet "Tigerkapper". Volantis er en utrolig vigtigt slavemarked, og i byen findes der fem slaver for hver fri mand. Alle volantis-slaver har tatoveringer i ansigtet, som viser deres profession: eksempelvis har sexslaver tårer tatoveret og tigerkapper har tigerstriber. Tilbedelsen af R'hllor er den mest udbredte religion i Volantis, særligt blandt slaverne.
Tv-serien benyttede Córdoba i Spanien til at filme scener i Volantis.

#### Andre frie byer
- Lorath er en havneby på en gruppe nordlige øer.[56] Karakteren Jaqen H'ghar fremtræder som en person fra Lortah i Kongernes kamp, hvor han har langt hår, der er farvet rødt på den ene side og vhidt på den anden.[37]
- Lys ligger på en gruppe sydlige øer.[56] Lysenerne har en tendens til at være høje og have lys hud og øjne, til forskel fra de fleste indbyggere i de andre frie byer. Lys er kendt for sine glædeshuse, hvor de træner slaver i elskovskunst og sælger dem som konkubine eller sengeslaver. Lys kæmper ofte over kontrollen af øerne Stepstons og Disputed Lands. Daenerys Targaryen tjenerinde, Doreah, og piraten Salladhor Saan er fra Lys.
- Myr er en kystby der er kendt for håndværkere som fremstiller glaslinser, avancerede kniplinger og fine tæpper. De har mørke øjne og mørk hud, og de minder om folk fra Norvos og Pentos, og byen bliver styret af magistratet der betaler til Dothraki for at undgå plyndring. Myr er et handelscentrum for både slaver og deres særlige grønne nektarvin. Myr kæmper ofte over kontrollen over Disputed Lands.
- Norvos ligger på hovedkontinentet og er delt i to; den ene ligger på en høj bakketop, og den anden ligger lavt ved en flod. Byen har tre store klokker, der hver har sit eget navn og særlige lyd. Det omkringliggende områder har bløde bakker, terrasse-marker og hvide landsbyer. Klimaet er relativt mildt. Norvos-folk kan kendes på deres farvede overskæg. Byen bliver styret af en råd af magistre, der er kendt for at betale til Dothraki khalasars, for at undgå plyndringer. Det er også hjemsted for en gruppe skæggede præster, der træner elite-gardere. Disse gardere sværger troskab til og betragter sig selv som gift med deres særlige langøkser.
- Qohor ligger på hovedkontinentet i den store Qohorskov. Byen er kendt for sine fine gobeliner og smede, der har den særlige egenskab at de kan gensmede valyrisk stål, og kan give stålet forskellige farver. Den Sorte Ged er en fremtrædende gud i byen. Qohors bygarde har været baseret udelukkende på ubesmittede eunukslaver siden Battle of the Three Thousand, hvor 3.000 ubesmittede soldater forsvarede byen mod 25.000 dothraki. Garderne binder lokker af menneskehår til deres spyd for at mindes at Dothraki klippede deres fletninger for at hylde Qohors forsvarere.
- Tyrosh er en kystbystat, der bliver styret af Archon, som er kendt for sin grådighed. Handlende gør sig særligt i slaver og pærebrandy. Byen har en overflod af glædeshuse, men de er ikke lige så ansete som dem i Lys. Rustningssmede fra Tyrosh laver indviklede rustninger i fantastiske former. Tyrosh er et populært sted at finde lejesoldater. Byen bliver ofte inddraget i den versende konflikt over kontrol over Disputed Lands og Stepstones. Indbyggerne har ofte tveskæg og spidse overskæg, som de farver i lyse farver. karakteren Daario Naharis kommer fra Tyrosh.

### Central Essos
Dette afsnit dækker områderne øst for De Frie Byer som Daenerys Targeryen rejser igennem i Kampen om tronen og Kongernes kamp inden hun tager til Slaver's Bay.

#### Valyrien
Valyrien er en halvø i det sydlige centrale Essos vest for Slaver's Bay. Før Valyriens undergang var det sæde for riget Valyrien, der var et enormt imperium der var flere tusinde år gammelt. Indbyggerne er karakteriseret af deres sølvfarvede hår og violette øjne. Valyrien blev kaldt Freehold (selvejende), da enhver mand der ejede jord, havde ret til at stemme om lederne. Valyrierne brugte også slaver i minerne under Fourteen Flames, der var en serie vulkanrige årer. De underlagde sig Ghiscari og Rhoynar og etablerede De Frie Byer, bortset fra Braavos. Det lykkedes dem via deres viden om drager, og mange personer fra Valyrien havde drager. Mange hundrede år før fortællingen i A Song of Ice and Fire skete der en begivenhed kendt som Valyriens undergang, der tilsyneladende involverede et voldsomt udbrud i Fourteen Flames, der ødelagde Valyrien og gjorde hele halvøen til en øgruppe.
Huset Targaryen stammer fra Valyrien, men var flyttet til Dragonstone inden Undergangen.

#### Dothraki Sea
Dothraki Sea er en enorm, flad græsslette i Essos. Dothraki-folket bor her, og de er en race af krigernomade med deres eget sprog og unikke kultur. De har kobberfarvet hud og lever i horder kaldet khalasars, der hver ledes af en høvding kaldet en khal. Khalasars er opdelt i grupper kaldet khas, der ledes af en af khalens kaptajner kaldet kos. Hver khal og hans khalasar har sværget troskab til et herskende råd af kongelige præstinder kaldet dosh khaleen, hvis medlemmer er tidligere khal-konstoer. Disse kvinder kaldes khaleesi mens deres mand regerer, og bliver en del af dosh khaleen efter mandens død.
Dothraki-folket er dygtige ryttere, og deres heste er af ekstremt stort vigtighed for deres kultur, og bruges til mad, transport, råmaterialer, krig og social status. De plyndrer jævnligt andre folkeslag på Essos.
George R. R. Martin har udtalt at "Dothraki blev faktisk dannet som en sammenlægning af steppe og præriekulturer ... Mongoler og hunnere, i særdeleshed, men også alanere, Sioux, Cheyenne og forskellige amerikanske stammer ... blandet med lidt ren fantasi. Så enhver lighed med arabere eller tyrkere er tilfældig. Bortset fra at tyrkere oprindeligt også var et hestefolk på stepperne, ikke ulig alnere, hunnere og resten." Han udtalte dog også at "Generelt er det sådan, at selvom jeg er blevet inspireret af historie, så forsøger jeg at undgå én-til-én transplantationer, [så] det ville ikke være korrekt at sige at Dothraki er mongoler."
Dothraki har kun én permanent by, kaldet Vaes Dothrak, der tjener som deres hovedstad, hvor også Dosh Khaleen befinder sig. Den er fyldt med statues, der er blevet stjålet fra andre byer, som Dothraki-folket har erobret eller plyndret. Der er en lov om, at ingen dothraki må udgyde blod inden for Vaes Dothraks grænser, og at dem der gør bliver forbandet. To gigantiske stejlende bronzehingste, hvis hove mødes oppe i luften, danner indgangen til byen. I første sæson af tv-serien blev Sandy Brae i Mourne Mountains, Nordirland brugt som lokation til at filme scener i Vaes Dothrak. Bronzestatuerne blev tilføjet med CGI.

#### Lhazar
Lhazar er et område i de halvgolde landområder syd for Dothraki Sea. Her er græsgange og bakker, og området bebos af lhazererne, der er et fredeligt folkefærd med bronzefarvet hud, flade ansigter og mandelfarvede øjne. De er hovedsageligt fårehyrder, og bliver kaldt Lamb Men af dothraki, der jagter dem med jævne mellemrum. De tilbeder en gud kaldet Den Store Hyrde, og mener at hele menneskeheden er en del af en samlet flok.
Scenerne i landsbyen med Lamb Men der bliver plyndret af dothraki-folket blev filmet på Malta i byen Manikata.

### Slaver's Bay
Slaver's Bay er et hav, der støder på til Sommerhavet, som ligger syd for Dothraki Sea, vest for Lhazar og 1000 leagues øst for De Frie Byer. Klimaet her er meget varmt. Efter at være blevet nævnt i Kampen om tronen i relation til slaveri, erobrer Daenerys Targaryen de tre store bystater i Slaver's Bay; Astapor, Yunkai og Meereen i En storm af sværd. Hun bliver i Meereen igennem størstedelen af En dans med drager.
Byerne blev bygget af murbrokker fra Old Ghis, oldtidens rival til Valyrien, som blev knust af Valyrien tusindvis af år inden begivenhederne i serien. Økonomien i disse byer er i vid udstrækning baseret på slavearbejde og slavehandel. Behandlingen af slaverne er ofte barsk, mens indbyggerne lever et liv i relativ luksus. Professionelle soldater i alle tre byer bærer udenlandske dragter og frisurer, der begrænser deres anvendelighed i kamp. Byernes militær er meget afhængig af yderligere slavehære og lejesoldater, når de skal kmæpe.
Indbyggerne i bugten er en blanding af raser, der ikke længere kan tale det gamle ghiscari-sprog, men taler en variation af højvalyrisk med en karakteristisk knurren. Det gamle folk Ghis, som kalder sig selvharpysønner Astapor, siger at have strittende rød-sort hår. Good Masters af Astapor optræder alle ens for Daenerys som "tykke, kødfulde mænd med ravfarvet hud, brede næser og mørke øjne. Deres strittende hår er sort eller mørkerødt, eller en blanding af rødt og sort, der var særegen for ghiscari". Kun de frie mænd i Astapor må bære klædedragter kaldet tokars, hvis frynser viser deres status. Mange astapori-kvinder bærer slør for at skærme for støvet. Indbyggerne i Astapor er badet i sød parfume.

#### Astapor
Astapor ligger på kysten ved floden Worm, der er en bred, langsomt flydende og bugtet flod med små øer. Daenerys træder ind i Astapor i begynddelsen af En storm af sværd og hun oplever den som en gammel og forfalden by, der for længst har haft sin storhedstid. Byen er domineret af sin røde murstensarkitektur, og Arstan Whitebeard forklarer Daenerys at udtrykket "Astapor blev bygget af mursten og blod ... og mursten og blod hendes folk" referer til de slaver der fremstillede murstenene. Astapors trappepyramider, kamparenaer, gader, omkransende mur og Stolthedens Plads alle er fremstillet af røde mursten. Den såkaldte Straffens Plads ved hovedporten er endnu større end Stolthedens Plads.
Stolthedens Plads har et springvand i røde mursten og en stor bronzestatue udformet som en harpy i midten, og den tjener som slavemarked og samlingsplads for Unsullied, en gruppe elitesoldater der er eunuk spydmænd, der er kendt for deres disciplin og effektivitet. Astapor er den enste by, der sælger Unsullied, men her sælges også sengeslabver, landsbrugsmedarbejdere, skriftkloge, håndværkere og læremestre. Unsullied kræver en enorm investering af både tid og penge fra fra de astaporianere, som opdrager og træner dem, men de skaffer de mest indbringende afkast til Good Masters af Astapor. Unsullied bærer bronzehjelme med en spids i toppen, og de adlyder for enhver pris, selv hvis det resulterer i deres død. De får et nyt slavenavn hver dag, for at blive mindet om at de er værdiløse. Hvis byen bliver angrebet så bliver de usolgte Unsullied sat ind på de store murstenmure, som indbyggerne i Astapor ikke længere bemander.
Daenerys beslutter at købe alle Astapors trænede og utrænede Unsullied, hvilket er over 8600 individer, og hun giver dem ordre på at dræbe alle voksne slaver og soldater i Astapor, da hun forlader byen. Hun giver magten over Astapor til et råd bestående af tidligere slavere ledet af en healer, en lærd og en præst og titusindvis af tidligere slaver slutter sig til hende på hendes rejse videre til Yunkai. En tidligere slagter ved navn Cleon afværger et forsøg på at få Good Masters genindsat, og bliver kronet som konge af Astapor som belønning.
I tv-serien blev kystbyen Essaouira i Marokko blev brugt til at filme scener i Astapor.

#### Yunkai
Yunkai er den mindste af de tre byer, og ligesom Meereen handler ikke Unsullied, men den er kendt for sine kamparenaer og glædeshuse, som begge sender slave ud i hurtigt tempo. Byens arkitektur minder om Astapors, men den er mindre og de bruger gule mursten i stedet for røde. Slaverne i Yunkai er kendt som Vise Mestre. Da byens mangel på Unsullied bygger på en hær bestående af både professionelle og slaver på omkring 4000 personer og mindst 1000 lejesoldater. Som det er almindeligt for ghiscari så bærer Yunkais soldater upraktiske rustninger og har olie i håret, der er sat i store frisurer, der begrænser deres effektivitet.
I tv-serien blev byen Aït-Ben-Haddou i Marokko blev brugt til at filme scener i Astapor.

#### Meereen
Meereen er den største af de tre slavebyer, og den har en befolkning der nogenlunde svarer til Astapors og Yunkais tilsammen. Byens arkitektur minder om de to øvrige byer, men er opført i mursten i mange farver. Byen er domineret af en enorm pyramide, ved navne Great Pyramid og Temple of Graces, der har en guldkuppel på toppen. Meereen er unik blandt ghiscari-byer, da den er fyldt med mange temple rog pyramider. Slavehandlerne i Meereen er kendt Great Masters. Den er bygger på bredden ved floden Skahadhazan.
I tv-serien blev mange scener i Meereen filmet i byen Split og Klisfæstningen, der begge ligger i Kroatien. I femte sæson blev Daznak's Pit I filmet i Plaza de Toros i Osuna, Spanien.

### Østlige Essos Essos

#### Red Waste
Red Waste er et enorm ørkenlignende område I den østlige del af Essos. Der vides ikke meget om området, da det kun optræder kort i Kongernes kamp, hvor Daenerys Targaryen og hendes khalasar krydser den. Den eneste kendte bebyggelse i området er Vaes Tolorro, der ligger i ruiner.

#### Qarth
Qarth bliver nævnt første gang i Kampen om tronen, men byen har ikke optrådt på nogle kort i bøgerne endnu. I HBO's Viewer's Guide-verdenskort i åbningssekvensen af tv-seriens anden sæson bliver Qarth vist som liggende i et stræde mellem Sommerhavet og Jadehavet i det sydøstlige Essos. Ved Daenerys' første besøg i Qarth i Kongernes kamp beskriver troldmanden Pyat Pree sin by som verdens centrum og som porten til handel og kultur mellem øst og vest, og nord og syd. Byen opleves kun fra Daenerys' synspunkt, hvor den beskrives som omkranset af tre myre, der er 30 til 50 fod høje, og indgraveret med dyr, krig og elskov. Byens bygninger er i mange farver, inklusive rosa, violet og brunlig. Slanke tårne rejser sig overalt i byen, der er springvan på hver en plads og tusindvis af farverige fugle, blomstrende træer og blomster fylder byen.
Indbyggerne i Qarth bliver beskrevet som "høje, blege folk i hør, samit og tigerpels", og kvinderne bærer kåber der lader det ene bryst være bart, mens mændene bærer perlebesatte silkeskørter. Daenerys opfatter dem som høflige. Slaverne dækker deres behov. Pureborn, efterkommere af byens gamle konger og dronninger, regerer Qarth og styre byens forsvar. Der er tre overordnede købmandsgrupper som kæmper mod Pureborn om at dominere byen; Thirteen, Ancient Guild of Spicers og Tourmaline Brotherhood. Qarths troldmænd, hvis læber er blevet blå af en eliksir kaldet "aftenskygge", siges at ruge over disse fraktioner; de er stadig frygtet, selvom deres evner og præstige er blevet mindre over årene. Qarth er også hjemsted for gruppen af snigmordere kaldet Sorrowful Men, der har deres navn, fordi de hvisker "Jeg beklager", før de dræber deres ofre. Daenerys forlader Qarth i slutningen af Kongernes kamp.
Scenerne i Qarth blev filmet på øen Lokrum nær Dubrovnik og i en kulisse til Qarths porte, der blev opført på Dubac havn Kroatien.

### Andre områder
En række steder i Essos bliver ikke besøgt i de hidtidige bøger, men der er omtale af dem.

#### Asshai og Skyggelandene
Asshai og Skyggelandene er mystiske steder i Ice and Fires verden. De nævnes først i Kampen om tronen, men først med udgivelsen af The Lands of Ice and Fire blev de vist på et kort, hvor allerlængst mod øst i den kendte verden. Martin er usikker på om fortællingen i bøgerne vil tage læserne med til Asshia, men har udtalt, at læserne kan bliver klogere på stedet via Melisandre (der stammer fra Asshai) eller via de minder og beskrivelser der er fra andre karakterer. Jorah Mormont beskriver Asshia som en havneby der ligger syd for Dothraki Sea tæt på verdens ende. Asshai eksporterer varer som sort ametyst, rav og drageglas. På et andet tidspunkt fortæller Jorah Mormont om de store kongeriger øst for Red Waste til Daenerys, og nævner Asshia ved Skyggen som en byerne fyldt med undere. Ifølge Martin sejler alle skibe mellem Westeros og Asshai via Sommerhavet og Jadehavet igennem strædet ved Qarth, og jævne folk tror stadig at verden er flad. Ifølge Martin "er Asshia ikke nær så vigtig for handel som Yi Ti, og de rige havnebyer Yi Ti (og Leng) kan nås nemmere via Qarth." Quaithe of the Shadow siger i sin profeti til Daenerys i Qarth at "For at komme nordpå, skal du rejse mod syd. For at komme vestpå, skal du rejse mod øst [...] og for at røre lyset, skal du passere under skyggen." Da Daenerys fortolker dette til at betyde, at hun må rejse til Asshai, siger Quaithe at hun vil finde sandheden der.
Der er mange legender om Skyggelandene, selvom det er uklart, hvor meget der er sandt. Dothraki-folket tror at spøgelsesgræs dækker Skyggelandene med strå, der lyser i mørket og vokser sig højere end en mand på hesteryg. Daenerys hører at "tryllesangere, troldmænd og luftånder udøver deres kunstner frit i Asshai, hvor skygebindere og blodmagere frembragte frygtelig trolddom midt om natten". Der er også maesters fra Westeros i Asshai. Magerne i Asshai træner hinanden til at få helende egenskaber, men deres magi kræver også blodofre. Asshais oldgamle bøger beskriver Azor Ahai-profetien der følges af medlemmer R'hllor-troen. Daenerys har hørt at dragerne stammer fra Skyggelandene på den anden side af Asshai og øerne i Jadehavet, og at de muligvis stadig lever her. Bran drømmer om flyvende drager i Asshai. De forstenede drageæg, som Illyrio giver til Daenerys i bryllupsgave siges at komme fra Skyggelandene. De "dystre og frygtindgydende" Skyggemænd dækker deres kroppe med tatoveringer og bærer lakerede træmasker, og indbyggerne i Asshai beskrives som mørke og højtidelige. Dothraki-folket tror at de stammer fra skyggerne. Indbyggerne har også deres eget sprog.

#### Ibben
Ibben er en samling øer nord for Essos, der findes i Hvalbugten. Den største af øerne hedder Ib, og her ligger byerne Port of Ibben og Ib Nor. Indtil Valyriens undergang blev Ibben regeret af en God-King. Nu har Skyggerådet magten, og de består af adelige, præster og rige laugsmænd. Ibben nævnes først i Kongernes kamp, hvor Tyrion taler om rygter der beskriver mammutter "der strejfer omkring i den kolde ødemark uden for Port of Ibben". I 2002 udtalte Martin at fortællingen "sandsynligvis ikke" ville tage læserne med til Ibben, som han beskrev som en "kold, bjergrig, Island-størrelse ø" i Shivering Sea, med Port of Ibben som den største by. Ibbeneserne bor også på de mindre øer i nærheden, eller i kolonier i Essos. Der er endnu ikke udgivet noget kort til og med En dans med drager, men på baggrund af Martins beskrivelser, har Viewer's Guide i HBO's tv-serie vist at øerne ligger nordøst for Essos. Martin har udtalt at som følge af en stor hvalpopulation i Shivering Sea så er mange af indbyggerne på Ibben hvalfangere. De er kendt for at spise spæk for at vedligeholde deres metabolisme i det kolde klima. Der er flere karakterer som ser hvalfangerskibe og kogger i havnene i King's Landing, Braavos, Maidenpool, Eastwatch-by-the-Sea, og Jernøerne. Romanerne beskrives befolkningen på Ibben som lavstammede og behårede; Arya møder en ibben-kvinde med et overskæg. Tyrion og Varys møder en ildelugtende ibbeneser,  der "var lige så glade for økser som de var for hinanden". Arya ser "en dark brutal øksemand fra Ib" i sine drømme. Ibbeneserne siges at tale med lave, raspende stemmer og at have deres eget sprog.

#### Yi Ti
Romanerne beskrive gentagende gange Yi Ti som en by fyldt med undere, der ligger fjernt mod øst. Til og med En dans med drager var der endnu ikke udgivet nogle kort, som viser Yi Ti, men Martin har beskrevet at "Yi Ti ligger sydøst for Qarth, på den anden side af Jadehavet." Byen bliver nævnt første gang i Kampen om tornen, hvor der forlyder rygter om "Yi Tis basiliskinficerede jungler". Sømandshistorier i Kragernes rige nævner at den grå pest har ramt Yi Ti. Deres gude er Lion of Night. Daenerys ser folk fra Yi Ti som "lysøjede mænd i abbehale-hatte på markederne i Vaes Dothrak". Martin er usikker på "i hvert stort omfang disse mennesker nogensinde vil komme med i den nuværende historie... dog er deres land meget langt væk."

#### Plains of Jogos Nhai
Nord for Yi Ti ligger the Plain of Jogos Nhai, der er vindomsuste bakker. De er domineret af en race beredne krigere kaldet Jogos Nhai, der er et nomadefolk, som lever i jurter og telte. De er lavstammede og tætte, og de har store hoveder og små ansigter. Deres mænd og kvinder har spidse kranier som et resultat af deres skik med at deformere deres spædbørns hoveder. De ridder på zebroider, som er stribede heste, der kan tåle meget mere vægt en almindelige heste. Folket kæmper ikke indbyrdes, og de bor i små klaner bundet sammen af blod. De bor i en stat, som er i konstant krig med omverdenen. Hver stamme ledes af en jhat, eller krigsherre, og en månesanger, der er en præstinde, healer og dommer. Månesangere er normalt kvinder, og jhats er normalt mænd.

## Sothoryos
Syd for Essos ligger kontinentet Sothoryos (fejlagtigt skrevet som Sothoros i tidligere bøger). Sothoryos er det tredje kontinent i den kendte verden, og det er stort, pestbefængt og dækket af jungle, og det er stort set ikke udforsket. Det skulle være lige så stort som Essos, og bliver beskrevet som "Landet uden ende" af Jaenara Belaerys, en Valyrisk draggeherre fra før Valyriens fald.
Kontinentet ses første gange på verdenskortet i A Storm of Swords (2000), som viste byerne Yeen og Zamettar. Det bliver nævnt første gang i historien i A Feast for Crows (2005). Martin har beskrevet Sothoryos i 2002 som "det sydlige kontinent, der er nogenlunde det samme som Afrika, fyldt med jungle, pestbefængt og stort set uudforsket."

## Ulthos
Kortsamlingen i The Lands of Ice and Fire viser også nordspidsen af et landområde med navnet "Ulthos", der ligger syd for Essos og øst for Sothoryos. Da Martin blev spurgt om dette var endnu et kontinent svarede Martin "Det er en stor landmasse. Jeg er lidt usikker på den formelle definition på 'kontinent' i forhold til 'stor ø'. Også på størrelsen af Ulthos, da det ligger på kanten af den kendte verden. Terra incognita og alt det."

### Sekundære kilder
1. 1 2  "Transcript of Chat with George R. R. Martin on March 18, 1999". eventhorizon.com. 18. marts 1999. Arkiveret fra originalen 5. oktober 2000. Hentet 9. juni 2012. The 7 kingdoms usage of course dates from the time of Aegon the conqueror. At that time, there was the King in the North (1), the King of Mountain and Vale (2), the King of the Rock (3), the King of the Reach (4), the Storm King (5), the King of the Iron Islands, who also ruled the riverlands (6), and the kingdom of Dorne, which was ruled by a prince (7).
2. ↑  Schweitzer, Darrell (24. maj 2007). "George R. R. Martin on magic vs. science". Weird Tales. Arkiveret fra originalen 4. juni 2012. Hentet 21. januar 2012.
3. ↑  Hibberd, James (12. juli 2011). "EW interview: George R. R. Martin talks A Dance With Dragons". Entertainment Weekly. Arkiveret fra originalen 27. marts 2012. Hentet 21. januar 2012.
4. ↑  Whalen, Andrew. "What Is The Name Of The World In 'Game Of Thrones'? George R. R. Martin Answers". iDigitalTimes.com. Hentet 27. maj 2017. (Webside ikke længere tilgængelig)
5. ↑  Poniewozik, James (20. april 2011). "GRRM Interview Part 4: Personal History". Time. Arkiveret fra originalen 14. januar 2012. Hentet 21. januar 2012.
6. ↑  Orr, David (12. august 2011). "Dragons Ascendant: George R. R. Martin and the Rise of Fantasy". The New York Times. Hentet 21. januar 2012. (Webside ikke længere tilgængelig)
7. 1 2 3  Zadravec, Goran (december 2003). "An Interview With George R. R. Martin". mezmera.posluh.hr. Arkiveret fra originalen 23. december 2011. Hentet 21. januar 2012.
(Interview approved by GRRM Arkiveret 4. februar 2012 hos  Wayback Machine.)
8. ↑  Martin, George R. R. (15. april 2008). "Future meetings, POVs, Arya's role, Eastern lands, and Assassins". Westeros.org. Arkiveret fra originalen 7. juli 2012. Hentet 5. maj 2012.
9. ↑  Redman, Bridgette (maj 2006). "George R. R. Martin Talks Ice and Fire". book.consumerhelpweb.com. Arkiveret fra originalen 20. november 2012. Hentet 21. januar 2012.
10. 1 2  Harte, Bryant (12. juli 2011). "An Interview with George R. R. Martin, Part I". Indigo Books and Music. Arkiveret fra originalen 20. april 2012. Hentet 15. februar 2012.
11. ↑  "Game of Thrones: Season 3 - Inside The Wildlings (HBO)". Game of Thrones. HBO. 26. marts 2013. Arkiveret fra originalen 29. marts 2019. Hentet 7. marts 2019 – via YouTube.
12. ↑  Miller, Laura (11. april 2011). "Just Write It! A fantasy author and his impatient fans". The New Yorker. Arkiveret fra originalen 5. april 2012. Hentet 23. april 2010.
13. 1 2  "Interview: George Martin". Deep Magic. 41: 19-21. 2005.
14. ↑  Patrick (17. maj 2006). "George R. R. Martin". sffworld.com. Arkiveret fra originalen 17. marts 2012. Hentet 21. januar 2012.
15. 1 2 3  Browning-Blas, Kristen (3. juni 2012). "Game of Thrones author George R.R. Martin on sex, violence and T.V." The Denver Post. Arkiveret fra originalen 17. juni 2012. Hentet 12. juni 2012.
16. 1 2 3 4 5 6 7 8 9 10 11 12 13 14 15  Roberts, Josh (1. april 2012). "Where HBO's hit 'Game of Thrones' was filmed". ABC News. Arkiveret fra originalen 9. juni 2012. Hentet 18. april 2012.
17. ↑  "Medieval keep becomes film set". BBC News. 23. oktober 2009. Arkiveret fra originalen 17. august 2016. Hentet 11. april 2012.
18. 1 2  Jennings, Mike (29. februar 2012). "46 things we learned from the Game Of Thrones Blu-rays". Den of Geek. Arkiveret fra originalen 4. marts 2012. Hentet 1. marts 2012.
19. ↑  "Dispatches From The Seven Kingdoms: Delayed Missives". Making Game of Thrones. HBO. 23. september 2010. Arkiveret fra originalen 6. december 2010. Hentet 4. december 2011.
20. 1 2 3 4  Lacob, Jace (4. april 2011). "Game of Thrones: 10 Secrets About HBO's Adaptation". The Daily Beast. Arkiveret fra originalen 17. august 2016. Hentet 9. januar 2012.
21. 1 2  MacLaurin, Wayne (november 2000). "A Conversation With George R.R. Martin". SF Site. Arkiveret fra originalen 11. januar 2012. Hentet 21. januar 2012.
(Interview approved by GRRM Arkiveret 4. februar 2012 hos  Wayback Machine.)
22. 1 2  George R. R. Martin (12. marts 2012). In Conversation With... George R. R. Martin on Game of Thrones Part 1 – TIFF Bell Lightbox. TIFF Bell Lightbox.  Begivenheden finder sted 13:00 min. Arkiveret fra originalen 29. maj 2012. Hentet 1. april 2012 – via YouTube.
Transcript summary available by Ippolito, Toni-Marie (13. marts 2012). "George R. R. Martin talks to fans about the making of Game of Thrones and what inspired his best-selling book series". thelifestylereport.ca. Arkiveret fra originalen 4. april 2012. Hentet 22. marts 2012.
23. 1 2  Roberts, Josh (26. marts 2012). "Game of Thrones Exclusive! George R. R. Martin Talks Season Two, The Winds of Winter, and Real-World Influences for A Song of Ice and Fire". smartertravel.com. Arkiveret fra originalen 31. marts 2012. Hentet 27. marts 2012.
24. ↑  Cogman, Bryan. "Dispatches From The Seven Kingdoms: Fresh Recruits". Making of Game of Thrones. HBO. Arkiveret fra originalen 18. december 2010. Hentet 26. maj 2011.
25. ↑  Duecy, Erica (26. marts 2012). "Travels to Season 2 and Beyond with Game of Thrones Creator George R. R. Martin". Fodor's. Arkiveret fra originalen 13. april 2012. Hentet 12. april 2012.
26. 1 2 3 4 5 6  "38 amazing Game of Thrones locations: in pictures". Skyscanner.net. Arkiveret fra originalen 21. juni 2015. Hentet 16. juni 2015.
27. ↑  Martin, George R. R. (28. februar 2002). "Strength of the regions". Westeros.org. Arkiveret fra originalen 20. juni 2012. Hentet 19. juni 2012.
28. 1 2 3 4  "Interactive viewer map". Game of Thrones Viewer's Guide – Season 2. HBO. Arkiveret fra originalen 26. marts 2015. Hentet 7. maj 2012.
29. ↑  "Riverrun". Game of Thrones Viewer's Guide – Season 2. HBO. Arkiveret fra originalen 5. maj 2012. Hentet 7. maj 2012.
30. 1 2  Martin, George R. R. (22. maj 1999). "Bywater, River Kings, and Dornish Heraldry". Westeros.org. Arkiveret fra originalen 28. juni 2012. Hentet 19. juni 2012.
31. ↑  "House Tully". Game of Thrones Viewer's Guide – Season 2. HBO. Arkiveret fra originalen 5. maj 2012. Hentet 7. maj 2012.
32. 1 2  "Harrenhal". Game of Thrones Viewer's Guide – Season 2. HBO. Arkiveret fra originalen 5. maj 2012. Hentet 7. maj 2012.
33. ↑  Martin, George R. R. (11. november 2000). "So Spake Martin: Kepler's and Cody's Signings (California; November 9 and 11)". Westeros.org. Arkiveret fra originalen 4. september 2014. Hentet 28. august 2014.
34. ↑  Williams, Mark London. "Swan Song Dragons: BlueBolt takes on VFX in Game of Thrones". Below the Line. Arkiveret fra originalen 29. maj 2011. Hentet 26. maj 2011.
35. ↑  Ryan, Maureen (13. april 2011). "Q&A Time: Author George R. R. Martin Talks Game of Thrones (and Endings)". AOLTV.com. Arkiveret fra originalen 22. oktober 2012. Hentet 12. april 2012.
36. ↑  Martin, George R. R. (29. maj 2008). "Coming to Spain". grrm.livejournal.com. Arkiveret fra originalen 4. marts 2012. Hentet 27. juni 2012.
37. ↑  "The Citadel: So Spake Martin, August 5, 2005". Westeros.org. 5. august 2005. Arkiveret fra originalen 26. august 2014. Hentet 25. august 2014.
38. ↑  "Game of Thrones hits the beach". UTV News. Arkiveret fra originalen 6. april 2012. Hentet 2. april 2012.
39. ↑  Smith, Oliver. "Dragonstone's beautiful beach from Game of Thrones is real – here's how to get there". The Telegraph. Arkiveret fra originalen 2. januar 2017. Hentet 21. juli 2017.
40. ↑  "World News with Diane Sawyer : WN 4/18: Games of Thrones Author Georg…". ABC World News Tonight. 18. april 2014. Arkiveret fra originalen 27. april 2014.
41. ↑  "HBO series to be filmed in Dubrovnik and Trsteno". dubrovacki.hr. 4. juli 2012. Arkiveret fra originalen 6. juli 2012. Hentet 5. juli 2012.
42. ↑  "In Production – Croatia". Making Game of Thrones. HBO. Arkiveret fra originalen 21. marts 2012. Hentet 2. april 2012.
43. ↑  Cogman, Bryan (13. oktober 2010). "Dispatches From The Seven Kingdoms: Tourney Standings". Making Game of Thrones. HBO. Arkiveret fra originalen 15. marts 2012. Hentet 8. januar 2012.
44. ↑  "Dispatches From The Seven Kingdoms: Genre Bending". Making Game of Thrones. HBO. 29. juli 2010. Arkiveret fra originalen 16. maj 2012. Hentet 4. december 2011.
45. ↑  Martin, George R. R. (7. februar 1999). "Geography". Westeros.org. Arkiveret fra originalen 18. januar 2013. Hentet 19. juni 2012.
46. ↑  Frankel, Valerie Estelle (14. april 2014). Women in Game of Thrones: Power, Conformity and Resistance. McFarland & Company. s. 47. ISBN 9781476615547. Hentet 11. juni 2015 – via Google Books.
47. ↑  Martin, George R. R. "Magic in Morocco". Not a Blog. Arkiveret fra originalen 21. juli 2011. Hentet 26. maj 2011.
48. ↑  Itzkoff, Dave (8. april 2010). "A Heroic Fantasy for Skeptics". The New York Times. Arkiveret fra originalen 6. januar 2012. Hentet 7. januar 2012.
49. 1 2 3  Martin, George R. R. (5. februar 2012). "Re: Dear George R R Martin". grrm.livejournal.com. Arkiveret fra originalen 7. marts 2016. Hentet 5. maj 2012.
50. ↑  Cogman, Bryan (5. august 2010). "Dispatches From The Seven Kingdoms: Swarming Horde". Making Game of Thrones. HBO. Arkiveret fra originalen 15. marts 2012. Hentet 14. januar 2012.
51. ↑  Cogman, Bryan. "Dispatches From The Seven Kingdoms: Speaking Dothraki". Making Game of Thrones. HBO. Arkiveret fra originalen 10. oktober 2011. Hentet 8. juni 2011.
52. ↑  Martin, George R. R. (26. august 2000). "Trade with Asshai". Westeros.org. Arkiveret fra originalen 21. juni 2012. Hentet 19. juni 2012.
53. ↑  Martin, George R. R. (1. november 2012). "Maps! Maps!! Maps!!!". grrm.livejournal.com. Hentet 16. november 2012.
54. 1 2 3  Martin, George R. R. (9. november 2002). "Ibben and Armor". Westeros.org. Arkiveret fra originalen 20. juni 2012. Hentet 20. juni 2012.
55. ↑  Martin, George R. R. (12. juni 2002). "Eastern Cities and Peoples". Westeros.org. Arkiveret fra originalen 27. januar 2013. Hentet 5. maj 2012.
56. ↑  Martin, George R. R. (26. marts 2002). "Geographical Information". Westeros.org. Arkiveret fra originalen 14. marts 2011. Hentet 20. oktober 2010.
57. ↑  Martin, George R. R. (15. november 2012). "Re: Question". grrm.livejournal.com. Arkiveret fra originalen 20. november 2012. Hentet 16. november 2012.

### Primærkilder
1. ↑  A Game of Thrones, Arya I, p. 71.
2. ↑  A Game of Thrones, Appendix: House Martell, p. 830.
3. ↑  A Game of Thrones, Bran VII, pp. 737–739.
4. ↑  A Game of Thrones, Jon VIII, p. 656.
5. ↑  A Game of Thrones, Bran IV, pp. 239–240.
6. 1 2  A Game of Thrones, Map.
7. ↑  A Game of Thrones, Bran I, p. 14.
8. 1 2  A Game of Thrones, Eddard I, p. 41.
9. 1 2  A Storm of Swords, Bran III, p. 546.
10. ↑  A Clash of Kings, Bran III, p. 329.
11. 1 2 3 4  A Game of Thrones, Catelyn VI, p. 369.
12. ↑  A Game of Thrones, Catelyn II, p. 58.
13. ↑  A Game of Thrones, Eddard I, pp. 42–43.
14. ↑  A Storm of Swords, Bran IV, p. 770.
15. 1 2 3 4 5 6  A Storm of Swords, Map.
16. ↑  A Storm of Swords, Samwell II, p. 450.
17. ↑  A Game of Thrones, Jon VI, p. 520.
18. ↑  A Storm of Swords, Jon IV, pp. 405–406.
19. 1 2 3  A Game of Thrones, Jon III, pp. 184–186.
20. ↑  A Storm of Swords, Bran III, p. 550.
21. ↑  A Storm of Swords, Samwell V, p. 1077.
22. ↑  A Game of Thrones, Tyrion III, p. 206.
23. ↑  A Feast for Crows, Map.
24. 1 2 3 4 5  A Game of Thrones, Appendix: House Greyjoy, pp. 827–828.
25. 1 2  A Clash of Kings, Theon I, pp. 165–166.
26. ↑  A Clash of Kings, Theon I, p. 917.
27. ↑  A Storm of Swords, Tyrion IV, p. 439.
28. ↑  A Storm of Swords, Jon VI, p. 664.
29. ↑  A Clash of Kings, Theon I, p. 169.
30. ↑  A Game of Thrones, Catelyn IX, p. 649.
31. ↑  A Storm of Swords, Prologue, p. 12.
32. ↑  A Clash of Kings, Davos I, p. 161.
33. ↑  A Storm of Swords, Tyrion V, p. 528.
34. ↑  A Feast for Crows, The Princess in the Tower, p. 855.
35. ↑  A Storm of Swords, Tyrion V, pp. 520–521.
36. ↑  A Game of Thrones, Sansa II, p. 302.
37. 1 2  A Clash of Kings, Arya II, p. 86.
38. ↑  A Feast for Crows, Brienne III, p. 300.
39. 1 2  A Feast for Crows, Prologue, p. 11.
40. ↑  A Game of Thrones, Sansa II, p. 294.
41. 1 2 3 4 5 6 7  A Feast for Crows, Cat of the Canals, pp. 722–728.
42. ↑  A Feast for Crows, Samwell V, p. 965.
43. 1 2  A Feast for Crows, Samwell IV, pp. 740–741, 751–752.
44. ↑  A Game of Thrones, Tyrion II, p. 121.
45. 1 2  A Clash of Kings, Prologue, pp. 20–21.
46. 1 2  A Clash of Kings, Theon I, pp. 172–173.
47. ↑  A Feast for Crows, Prologue, p. 8.
48. ↑  A Dance with Dragons, The Griffin Reborn, p. 801.
49. ↑  A Feast for Crows, Samwell IV, pp. 740–741, 751–75.
50. ↑  A Clash of Kings, Tyrion III, p. 238.
51. ↑  A Game of Thrones, Appendix: House Targaryen, p. 832.
52. ↑  A Game of Thrones, Daenerys I, pp. 30–31.
53. 1 2  A Game of Thrones, Daenerys II, pp. 102–104.
54. ↑  A Dance with Dragons, Tyrion IV, p. 182.
55. ↑  A Feast for Crows, The Queenmaker, p. 436.
56. 1 2 3 4 5  A Dance with Dragons, Map.
57. ↑  A Dance with Dragons, Tyrion IV, pp. 187–189.
58. ↑  A Game of Thrones, Jon V, p. 447.
59. ↑  'Game of Thrones': Everything to Know About the Iron Bank of Braavos - Business Insider
60. ↑  Braavos - Game Of Thrones Guide - IGN
61. ↑  A Dance with Dragons, Davos, pp. 194.
62. 1 2  A Game of Thrones, Arya IV, pp. 530–531.
63. 1 2  A Dance with Dragons, Tyrion, Chapter 5.
64. ↑  A Game of Thrones.
65. 1 2  A Storm of Swords, Daenerys II, pp. 329–330.
66. 1 2 3 4 5  A Storm of Swords, Daenerys II, pp. 322–323.
67. ↑  A Game of Thrones, Daenerys VII, p. 667.
68. 1 2 3 4 5 6 7 8  A Storm of Swords, Daenerys II, pp. 311–320.
69. 1 2  A Storm of Swords, Daenerys III, pp. 371–373.
70. 1 2 3 4 5  A Storm of Swords, Daenerys III, pp. 368–369.
71. 1 2  A Storm of Swords, Daenerys III, p. 377.
72. 1 2  A Storm of Swords, Daenerys II, p. 117.
73. ↑  A Storm of Swords, Daenerys III, p. 381.
74. ↑  A Storm of Swords, Daenerys IV, pp. 573–574.
75. ↑  A Storm of Swords, Daenerys VI, pp. 982.
76. 1 2 3 4  A Game of Thrones, Daenerys III, pp. 234–235.
77. 1 2 3 4  A Clash of Kings, Daenerys II, pp. 422–426.
78. 1 2 3 4 5 6  A Clash of Kings, Daenerys III, pp. 575–577.
79. ↑  A Clash of Kings, Daenerys V, p. 884.
80. 1 2  A Game of Thrones, Daenerys VIII, pp. 707, 710.
81. ↑  A Storm of Swords, Sansa V, p. 833.
82. 1 2  A Clash of Kings, Daenerys I, p. 192.
83. 1 2  A Clash of Kings, Daenerys III, p. 583.
84. ↑  A Game of Thrones, Daenerys III, p. 226.
85. 1 2  A Game of Thrones, Daenerys VII, p. 672.
86. 1 2  A Clash of Kings, Davos I, pp. 148, 150.
87. ↑  A Game of Thrones, Bran III, p. 163.
88. ↑  A Game of Thrones, Daenerys II, p. 104.
89. 1 2 3  A Game of Thrones, Daenerys VI, p. 587.
90. ↑  A Game of Thrones, Tyrion II, p. 122.
91. ↑  A Game of Thrones, Catelyn IV, p. 169.
92. ↑  A Feast for Crows, Brienne V, p. 521.
93. ↑  A Dance with Dragons, Jon IX, p. 585.
94. ↑  A Storm of Swords, Jaime III, p. 296.
95. 1 2  A Clash of Kings, Tyrion VII, p. 452.
96. ↑  A Storm of Swords, Arya I, p. 51.
97. ↑  A Game of Thrones, Daenerys X, p. 799.
98. ↑  A Feast for Crows, The Queenmaker, pp. 425–426.
99. ↑  A Dance with Dragons, The Iron Suitor, pp. 744–746.
100. 1 2  A Feast for Crows, The Iron Captain, p. 365.
101. ↑  A Dance with Dragons, Daenerys V, p. 395.